# Eric Swalwell
Eric Michael Swalwell, Jr. (Sac City, 16 novembre 1980) è un politico e avvocato statunitense, membro della Camera dei Rappresentanti per lo stato della California dal 2013.

## Biografia
Nato nell'Iowa e cresciuto in California, Swalwell si laureò in legge all'Università del Maryland. Durante gli studi giocò a calcio nella NCAA.
Dopo aver lavorato come consulente legale della deputata Ellen Tauscher, Swalwell svolse la professione di avvocato e allo stesso tempo prestò servizio all'interno del consiglio comunale di Dublin come membro del Partito Democratico.
Nel 2012 Swalwell si candidò alla Camera dei Rappresentanti e sfidò il compagno di partito Pete Stark, deputato in carica da quarant'anni. Swalwell ottenne il sostegno del San Francisco Chronicle e venne accusato da Stark di essere un esponente del Tea Party, ma alla fine riuscì a sconfiggere l'avversario con un discreto margine di scarto.
L'8 aprile 2019 annuncia la sua candidatura alle primarie del Partito Democratico in previsione delle elezioni presidenziali del 2020. L'8 luglio, dopo aver partecipato ad un dibattito ed essersi fatto notare per uno scontro "generazionale" con Joe Biden ("Avevo 6 anni quando un candidato Presidente venne alla convention democratica della California e disse che era tempo di passare il testimone ad una nuova generazione di americani, e quel candidato era l'allora senatore Biden: aveva ragione quando lo disse 32 anni fa, e ha ragione anche oggi"), senza tuttavia mai superare l'1% nei sondaggi, si ritira dalla corsa presidenziale.